# Подземелье драконов (фильм)
«Подземелье драконов» (англ. Dungeons & Dragons) — фантастический фильм режиссёра Кортни Соломона.
Премьера фильма состоялась 8 декабря 2000 года. В США фильм увидело 2,77 млн человек. Общие сборы фильма — $33 807 409 (из них в США — $15 220 685).

## Сюжет
В сказочной империи Измир всё население делится на две касты: могущественные маги-аристократы и бесправные простолюдины, не обладающие магическими способностями, к которым равноотносятся и такие существа, как эльфы и гномы. Молодая императрица Савина искренне желает блага и процветания для всех своих подданных, не делая акцент на расовое или магическое происхождение, отчего имеет недоброжелателей среди консерваторов. Однако главный представитель касты магов — архимаг Профион — намеревается сместить её с престола и самому занять место на троне империи. Для этого ему необходимо завладеть Золотым Жезлом императрицы. Жезл этот даёт необычайное могущество, так как позволяет управлять золотыми драконами, источником всей магии мира. Опасаясь, что Высший Совет Магов, подстрекаемый Профионом, отнимет у неё Жезл, Савина обращается к старому мудрому библиотекарю и ректору Школы Магии Вилдану, и тот раскрывает ей великую тайну: оказывается, существует ещё и магический Красный Жезл Саврилла — аналогичный артефакт, позволяющий управлять красными драконами, безжалостными антиподами золотых, которые ввиду огромной силы имеют неудержимую жажду хаоса и разрушений. Разыскать его поможет древний свиток, хранящийся в библиотеке Школы. Однако эта тайна становится известной и Профиону. Он отправляет своего верного слугу и капитана своей личной гвардии Дамодара во что бы то ни стало найти свиток и Жезл Саврилла, а также избавиться от ректора и его советов императрице.
Два молодых вора — неразлучные друзья Ридли Фриборн и Снэйлз — решившие ограбить Школу Магии, нечаянно попадают в самую гущу событий. Вместе с юной волшебницей Мариной, ученицей Вилдана, в руках которой оказывается тот самый свиток, они отправляются на поиски Жезла. К команде присоединяются также другие личности — гномий воин Элвуд и личный агент императрицы, разведчица-эльфийка Норда. Чтобы поторопить своего слугу, потерпевшего неудачу, Профион накладывает на Дамодара проклятье, из-за которого у него в голове копошатся змеи.
Друзья узнают, что в страшном Антиусском лабиринте, расположенном в логове главы гильдии воров Сайлуса, хранится «Глаз Дракона» — огромный рубин, который является ключом от сокровищницы. Ридли, преодолев все ловушки и опасности лабиринта, находит рубин, узнаёт о коварстве главы воровской гильдии, но в этот момент появляется Дамодар со стражниками. Он захватывает в плен Марину и выпытывает у неё тайну свитка.
Ридли и Снэйлз пробираются в крепость магов; Ридли освобождает Марину, а Снэйлз выкрадывает свиток. Дамодар настигает их, убивает Снэйлза и тяжело ранит Ридли, но Марине удаётся спасти его и с помощью Норды и Элвуда доставить в волшебный лес, где король эльфов исцеляет его.
В эльфийском лесу Ридли обнаруживает лаз в заколдованное подземелье, куда может войти только он один. Спустившись туда, он открывает сокровищницу и видит среди сокровищ мумию с Жезлом в руках. Когда он пытается взять Жезл, мумия внезапно оживает. Оказывается, это и есть сам Саврилл, создатель Жезла, проклятый за попытку подчинить красных драконов и приговорённый оставаться в подземелье до тех пор, пока не явится тот, кто достоин пользоваться Жезлом. Он предупреждает Ридли, что владельца Жезла можно победить, только разрушив его чары, но сила Жезла столь велика, что может развратить даже достойнейшего из людей.
Покинув сокровищницу, Ридли снова сталкивается с Дамодаром, который взял в плен Норду, Марину и Элвуда и требует отдать ему Жезл Саврилла в обмен на их жизни. Ради спасения своих товарищей, а особенно — своей возлюбленной Марины, Ридли вынужден подчиниться.
Дамодар доставляет Жезл своему повелителю Профиону, который в это время возглавляет военные действия против императрицы, которая направила против оппозиционеров золотых драконов, от убийства которых мир буквально начинает рушиться на глазах. Тот немедленно вызывает с помощью Жезла красных драконов. В небе над столицей начинается грандиозная битва золотых и красных драконов, приближая для Измира конец света. Конец ей кладёт вмешательство Ридли, который в поединке убивает Дамодара, а затем разрушает Жезл Саврилла, едва не поддавшись его губительной для человечности магии. Чары Жезла рассеиваются, Профион побеждён и уничтожен. В империи наконец воцаряются справедливость, равноправие и свобода. Ридли посвящают в рыцари.
Позже Ридли посещает могилу Снэйлза вместе с Нордой, Мариной и Элвудом и отдает дань памяти своему погибшему товарищу. Когда он помещает «Глаз дракона» на могилу, имя Снэйлза исчезает, и Норда говорит Ридли, чтобы он не сомневался в своих способностях. Затем Норда использует «Глаз дракона», чтобы перенести Ридли в другой мир, где он будет ждать их.

## В главных ролях
| Актёр            | Роль                                            |
| ---------------- | ----------------------------------------------- |
| Джастин Уолин    | Ридли Фриборн (вор)                             |
| Марлон Уайанс    | Снэйлз (лучший друг Ридли)                      |
| Зои Маклеллан    | Марина Претензо (волшебница, помощница Вилдана) |
| Кристен Уилсон   | эльфийка Норда (агент императрицы)              |
| Ли Аренберг      | гном Элвуд                                      |
| Джереми Айронс   | Профион (могущественный и амбициозный маг)      |
| Брюс Пейн        | Дамодар (слуга и доверенное лицо Профиона)      |
| Тора Бёрч        | Савина (императрица Измира)                     |
| Ричард О'Брайен  | Сайлус (глава гильдии воров Антиуса)            |
| Том Бейкер       | Халварт эльф                                    |
| Эдвард Джуэсбери | Вилдан (старый библиотекарь)                    |
| Роберт Майано    | Азмат (имперский советник)                      |

## Дополнительно
Продолжение фильма носит название «Подземелье драконов 2: Источник могущества».
Съёмки фильма происходили в Чешской республике — в городах Прага и Кутна Гора.